# Деместихас, Иоаннис
Иоаннис Деместихас (греч. Ιωάννης Δεμέστιχας; 1882, Афины — 1960, Афины) — греческий морской офицер, участник борьбы за воссоединение Македонии с Грецией 1904—1908 годов, Балканских войн 1912—1913 годов, вице-адмирал, командующий флотом и начальник штаба флота в 1927—1930 годах.

## Биография
Иоаннис Деместихас родился в Афинах в 1882 году. Родом восходит к известному военному клану из Котронас, Мани.
Закончил военно-морское училище, но первоначальная служба на флоте была недолгой. События в ещё османской тогда Македонии, где греческое население противостояло и турецким властям и болгарским четникам, и смерть в бою с турками известного македономаха, офицера Павлоса Меласа, вызвали приток добровольцев из числа младших офицеров греческой армии.

## Македония

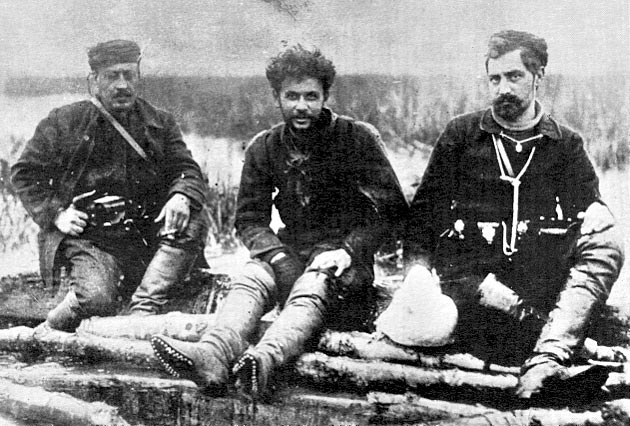
Никифорос (Иоаннис Деместихас) справа, Аграс (Теллос Агапинос) в центре.

Морской офицер Деместихас, приняв псевдоним капитан Никифорос (здесь имеет значение атамана греч. Καπετάν Νικηφόρος) оказался в 1906 году на (высушенном сегодня) озере у города Яница. Контроль над озером и его островками означал и контроль над прилегающим регионом, военные действия против болгарских четников на этом мелководном озере, именуемым также и болотом, носили специфический характер, велись на плоскодонках за контроль над базами-шалашами на островках и на сваях.
Никифорос сотрудничал сначала с капитаном Аграсом (Агапинос, Сарантос), но после того как Аграс в 1907 году, в ходе переговоров с болгарами был взят ими в плен и повешен, принял командование.
Согласно болгарской историографии Деместихас возглавил налёт на болгарское село Бозец.
В апреле 1908 года Деместихас передал командование греческому революционеру Георгиосу Пападопулосу (капитан Никифорос II) и вернулся в Греческое королевство, для продолжения службы на флоте.

## Флот
В 1909 году Деместихас вступил в офицерскую организацию «Военный совет» («Движение в Гуди») и принял участие в мятеже на флоте, которым руководил Алфонсатос-Типалдос, Константинос.
С началом Балканской войны в 1912 году Деместихас находится в действующем флоте и принимает участие в морских сражениях этой войны (Сражение у Элли, Сражение при Лемносе (1913)).
Деместихас возглавлял десант флота при освобождении островов Тенедос и Хиос, где получил ранения.
Пройдя последовательно все ступени карьеры и в звании вице-адмирала, Деместихас стал командующим флотом в 1927—1928 годах и начальником штаба флота до 1930 года.

## Мятеж1935 года
В 1934 году вице-адмирал Деместихас ушёл в отставку. В 1935 году Элефтериос Венизелос, находившийся в оппозиции, решил отстранить правительство Цалдариса, с помощью своих сторонников в армии, аргументируя это тем, что политика правительства угрожает Республике и ведёт к реставрации монархии. Предполагалось что основную роль в выступлении должны были сыграть воинские части Северной Греции, при поддержке флота. 1 марта 1935 года вице-адмирал в отставке Деместихас возглавил успешный захват мятежниками основной базы флота на острове Саламина. Однако по необъяснимой причине, Деместихас повёл флот 2 марта не в Северную Грецию, а на остров Крит, что, согласно дальнейшим заявлениям мятежников, стало основной причиной их поражения. К моменту выхода флота с Крита в Северную Грецию, почти все восставшие гарнизоны сдались правительственным войскам. 8 марта сдался гарнизон города Серре и к 11 марта почти вся континентальная Греция была под контролем правительства. 12 марта флот перешёл под контроль правительства. Венизелос и Деместихас покинули страну. Последовала реставрация монархии,
.

## Последующие годы
В последующие годы Деместихас оставался в тени. В годы Второй мировой войны оказался на Ближнем Востоке, где стал министром торгового флота (1943—1944 годы) эмиграционного греческого правительства.
В 1947 году, в разгар гражданской войны Греции (1946—1949 гг.) Деместихас предпринял усилия, чтобы ограничить междоусобицу среди своих земляков маниатов.
Умер вице-адмирал Деместихас в Афинах в 1960 году.

## Память
- В 1937 году греческая писательница Дельта, Пенелопа написала роман «Тайны болота» (греч. Τα μυστικά του βάλτου), где Деместихас, как капитан Никифорос, вместе с капитаном Аграсом, стал один из двух главных героев. Благодаря этой книге, широкой греческой публике молодой македономах Никифорос знаком несравненно больше, нежели вице-адмирал Деместихас[6].
- В Мани сохранилась народная песня начала 20 -го века, в честь своего земляка — македономаха

туда, где кровью нашею политы вехи

 наш флаг несут новые македономахи

- на прибрежной площади городка Котронас, Мани установлен памятник земляку, македономаху и адмиралу, Иоаннису Деместихас .